# Andy Ruiz Jr.
Andrés Ponce Ruiz Jr. (født 11. september 1989)  er en mexicansk-amerikansk professionel bokser, der siden 1. juni 2019 har været den samlede WBA (Super), WBO, IBO og IBF sværvægts-mester, da han besejrede Anthony Joshua på knock out i 7. omgang og blev den anden person af spansk afstamning, efter John Ruiz, og den første person af mexicansk afstamning til at blive verdensmester i sværvægt. 

## Amatørkarriere
I løbet af sin amatørkarriere opbyggede Ruiz en rekordliste på 105-5 under den cubanske træner Fernando Ferrer. Hans 105 sejre omfatter to mexicanske nationale junior olympiske lege guldmedaljer og World Ringside Heavyweight Championship. Ruiz repræsenterede også Mexico i to kvalifikationsturneringer ved Beijing 2008 Olympiske Lege, hvor han tabte til de olypiske mestre Robert Alfonso fra Cuba og Oscar Rivas fra Colombia i første og anden kvalifikationsturnering.  

## Professionel karriere
Ruiz havde sin træner Freddie Roach i sit hjørne og på Wild Card Gym og sparrede med tidligere UFC heavyweight-mester, Andrei Arlovski.  Ruiz besjerede stort set kun journeymen tidligere i sin karriere, men knockoutede to amatørstjerner; først Jonte Willis mesteren af de amerikanske amatørmesterskaber i 2006, og Tor Hamer, Golden Gloves-mesteren fra 2008 .